# HMS Boyne (1790)
Lo HMS Boyne era un vascello di secondo rango da 98 cannoni in servizio nella Royal Navy tra il 1790 e il 1795.

## Storia

Piano costruttivo del vascello da 98 cannoni Boyne.

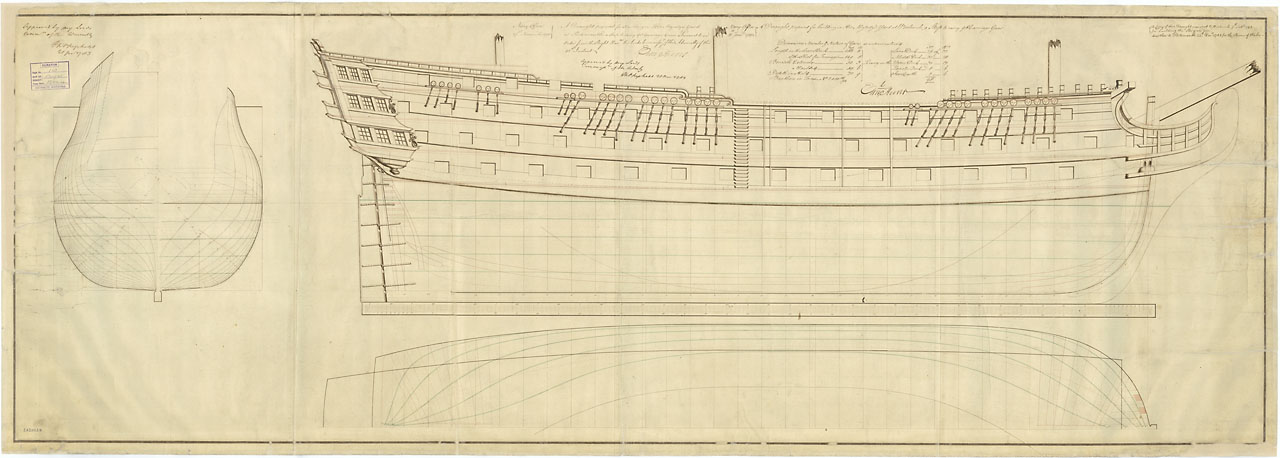
Piani costruttivi dei vascelli da 98 cannoni Classe Boyne.

La costruzione del vascello di secondo rango da 98 cannoni Boyne, progettato da Edward Hunt, fu ordinata al cantiere navale di Woolwich il 21 gennaio 1783, e la nave venne impostata il 4 novembre dello stesso anno, e varata domenica 27 giugno 1790.
Dopo il varo la nave fu allestita presso il Royal Dockyard, Woolwich, e ciò comportò il rivestimento in rame dello scafo e l'installazione dei cannoni, degli alberi e delle manovre.
La Boyne entrò in servizio nell'agosto 1790 durante la mobilitazione contro la Spagna al comando del capitano George Bowyer. Quando la crisi tra i due paesi fu risolta pacificamente, la nave fu nuovamente messa fuori servizio nel novembre dello stesso anno.
Nell'aprile 1793, dopo lo scoppio delle guerre rivoluzionarie francesi, il Boyne, al comando del capitano William Albany Otway e si unì alla Channel Fleet, sotto il comando dell'ammiraglio Lord Howe. Nel corso del dicembre 1792 il Boyne fu sottoposta ad una breve ristrutturazione con cui i suoi cannoni da 6 pdr sul cassero e sul castello di prua furono sostituiti con cannoni lunghi da 12 pdr. Il 1º giugno 1793 il Boyne catturò il corsaro francese Guidelon da 20 cannoni nel mezzo del canale della Manica.
Nel novembre 1793 il Boyne divenne nave di bandiera del viceammiraglio Sir John Jervis e salpò per le Indie occidentali il 26 novembre. Sempre in quel mese assunse il comando del Boyne il capitano George Grey. Il tenente generale Sir Charles Grey era il comandante delle truppe destinate all'invasione della Guadalupa, scarsamente difesa dai francesi, e si imbarcò anch'egli sul vascello. Lungo la navigazione la febbre gialla colpì duramente l'equipaggio del Boyne.  All'arrivo alle Barbados, Jervis divenne comandante in capo di quella stazione navale e prese il comando di una flotta composta da 5 vascelli, 8 fregate, 4 sloop, un brulotto e due navi appoggio. Oltre alle forze navali, Jervis aveva a sua disposizione anche i 7.000 soldati al comando di Sir Charles Grey. Il 2 febbraio 1794 la flotta iniziò le operazioni di conquista della Martinica, cui seguì quella dell'isola di Santa Lucia e infine culminate con la cattura di Fort St. Charles, nella Guadalupa, il 21 aprile successivo.
Nella primavera del 1795 il Boyne, insieme a Lord Jervis, era tornato nel Regno Unito. La mattina del 1º maggio la nave era all'ancora a Spithead mentre i suoi Royal Marines stavano compiendo esercitazioni di tiro con i loro moschetti a poppa, sul castello di prua e sulle cime di combattimento della nave. La stufa della cucina era accesa affinché gli steward preparassero la colazione per gli ufficiali. La canna fumaria della stufa correva attraverso gli alloggi dell'Ammiraglio sul ponte superiore e sembra che il calore emanato della canna fumaria di ferro abbia dato fuoco alle carte sulla scrivania del viceammiraglio Jervis. L'incendio si diffuse rapidamente negli alloggi dell'Ammiraglio e quando fu scoperto, le fiamme stavano uscendo dalle finestre di poppa su quel ponte e si erano estese attraverso la poppa. Era oramai troppo tardi per tentare di spegnere l'incendio, che entrò mezz'ora dalla scoperta si era propagato all'intero vascello. Non appena fu chiaro che il Boyne era in fiamme, le altre navi all'ancora nella rada inviarono delle barche per assistere nell'evacuazione dell'equipaggio. Le navi più vicine al Boyne salparono immediatamente o tagliarono i cavi dell'ancora e furono rimorchiate dalle loro scialuppe al vicino ancoraggio di St. Helens, isola di Wight. All'epoca era consuetudine della Royal Navy lasciare sempre alcuni dei cannoni di una nave carichi in caso di un attacco improvviso. I cannoni a bordo che erano carichi iniziarono a sparare a causa del calore emesso dell'incendio. Il vascello di primo rango Queen Charlotte fu colpito da alcuni di questi proiettili e ciò causò la morte di due marinai a bordo di quella nave. Grazie alla rapida risposta delle altre navi della flotta, che inviarono le loro imbarcazioni per aiutare nell'evacuazione del Boyne, persero la vita undici dei quasi ottocento membri dell'equipaggio presenti a bordo. Quando il fuoco bruciò i cavi dell'ancora il Boyne andò alla deriva, avvolto dalle fiamme, attraverso il porto di Portsmouth finché non si incagliò di fronte al castello di Southsea. Poche ore dopo l'incendio raggiunse la Santa Barbara e fece esplodere le tonnellate di polvere da sparo presenti a bordo, causando una enorme esplosione che distrusse la nave.
Per molti anni il relitto del Boyne rappresentò un pericolo per la navigazione, tanto che il 30 aprile 1838  l'Ammiragliato decise di fare qualcosa al riguardo. Sia nel 1840 che nel 1841 il signor Abbinet, ottenuto l'incarico dai Lord dell'Ammiragliato, fece esplodere sul relitto alcune cariche esplosive, appositamente progettate, che contribuirono alla sua distruzione. Oggi una boa segna il punto in cui giace ciò che resta del Boyne. Alcuni manufatti metallici della nave rimangono in cima a un cumulo di ciottoli.

### Fonti
1. ↑  Lyon, Winfield 2004, p. 36.
2. 1 2  Lavery 2003, p. 183.
3. 1 2  Tree Decks.
4. 1 2 3 4 5 6 7 8 9 10 11 12 13 14 15 16 17 18 19 20  Kent History.
5. ↑  (EN) The London Gazette (PDF), n. 13659, 21 May 1794.
6. 1 2 3 4 5  Gossett 1986, p. 7.
7. ↑  Blowing up of the Boyne, in The Times, no. 16824. London. 3 September 1838. col C, p.5.
8. ↑  (EN) HMS Boyne (1790). Controlled explosions to clear the wreck, in The Morning Post, 29 June 1840,  p. 1.
9. ↑  Corney 1968, p. 17.
10. ↑  Pritchard, McDonald 1987, pp. 77-78.